# M26 (Handgranate)
Die M26 war eine amerikanische Handgranate.

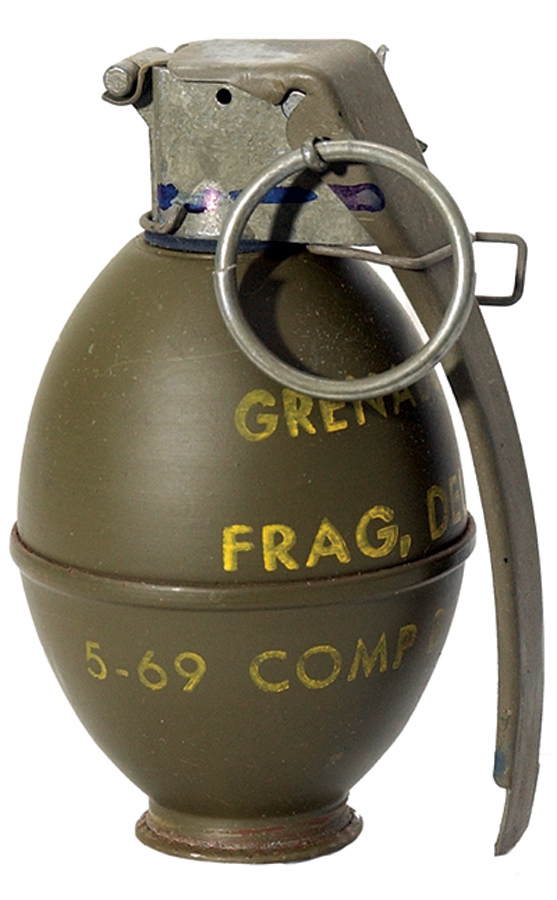
Die M61, eine Version der M26 mit zusätzlicher Sicherung

## Geschichte
Als sich nach dem Zweiten Weltkrieg viele Fehler an der damals eingesetzten M2-Handgranate zeigten, wurde als Ersatz die M26 entwickelt. Sie wurde 1950 als Standardhandgranate der US-Streitkräfte eingeführt. Im Vietnamkrieg wurden die M26 und ihre Versionen von den US-Streitkräften eingesetzt und ab ungefähr 1970 durch die M67 ersetzt.
Die M26 und ihre Versionen wurden in folgenden Kriegen eingesetzt:
- Vietnamkrieg
- Falklandkrieg

## Technik
Die M26 und ihre Versionen waren Splitterhandgranaten. Sie wog ca. 450–500 g und war ca. 99 mm lang. Ihr Durchmesser betrug 57 mm.

## Versionen
- M26 (Urvariante)
- M26A1
- M26A2
- M61 (verbesserte Sicherung)

## Trivia
Die Begriffe Fragging und Frag sind auf die Splitterhandgranate (engl.: frag grenade) M61 zurückzuführen.

## Benutzer
- USA
- Vereinigtes Königreich
- Israel
- Portugal
- Australien
- Südafrika